# Sint Maartenskliniek

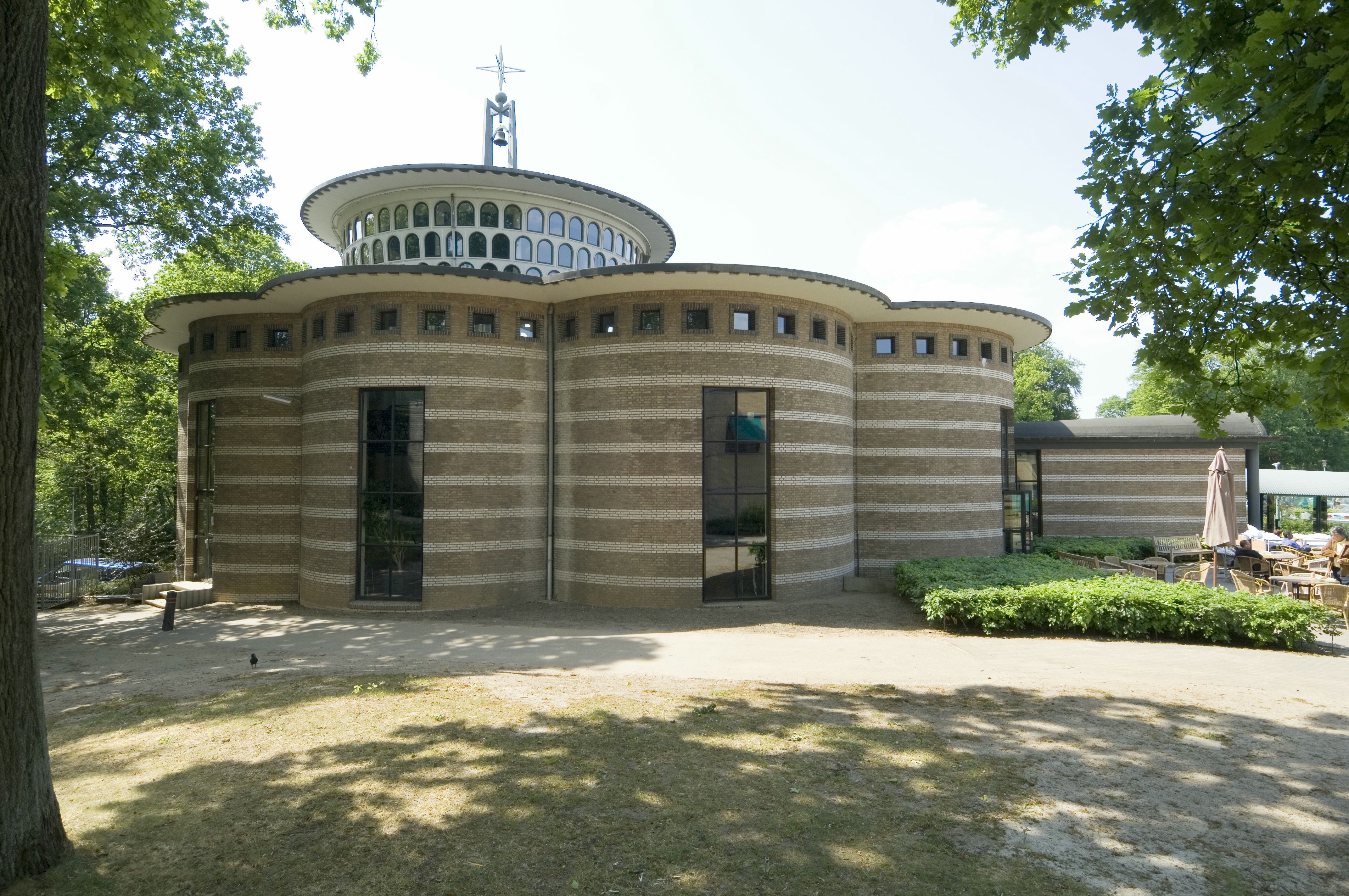
Sint Maartenskliniek

De Sint Maartenskliniek is een van oorsprong katholiek Nederlands ziekenhuis, gespecialiseerd in aandoeningen aan het bewegingsapparaat. Het is het enige Nederlandse ziekenhuis met een specialisatie in aandoeningen aan het bewegingsapparaat. Het ziekenhuis heeft vestigingen in Woerden en aan de rand van Nijmegen. Deze laatste vestiging ligt net op het grondgebied van de gemeente Berg en Dal.
Per jaar brengen ongeveer 42.000 mensen hun eerste poliklinische bezoek aan de Sint Maartenskliniek. In 2011 werkten in het 317 bedden tellende ziekenhuis 1699 mensen. Het ziekenhuis heeft een eigen afdeling voor wetenschappelijk onderzoek.
De kapel en het voormalige rectoraat, die naast de kliniek staan, zijn in 1958 ontworpen door de Tilburgse architect Jos Schijvens met glas-in-loodramen van Marius de Leeuw.

## Geschiedenis
Het ziekenhuis is in 1936 opgericht door de Zusters van de Choorstraat in 's-Hertogenbosch. Op 15 oktober van dat jaar ging de locatie op de Hengstberg in Berg-en-Dal open. De Villa Willemsheuvel werd omgevormd tot zusterhuis. Op 11 mei 1944, tijdens de Duitse bezetting van Nederland, eiste het Duitse leger de gebouwen op als veldhospitaal. Op 18 september (Operation Market Garden was op dat moment aan de gang) namen de Amerikanen de gebouwen in. Ze vormden het in eerste instantie om tot een krijgsgevangenenkamp. Op 23 oktober, nadat de laatste Duitsers waren vertrokken, namen ze het zelf in gebruik als ziekenhuis. Veel later, in 2007, zijn bij opgravingen op deze plek zowel Romeinse overblijfselen gevonden als afvalkuilen uit de tijd dat het ziekenhuis dienstdeed als veldhospitaal, met daarin veel glaswerk, zowel bier- en wijnflessen als glazen ampullen.

## Behandelingen
De Sint Maartenskliniek focust op orthopedie, reumatologie, revalidatiegeneeskunde en pijnbestrijding.

### Orthopedie
De orthopedie-afdeling is de grootste afdeling van het ziekenhuis. Jaarlijks vinden er 6600 klinische opnames op deze afdeling plaats. De zorg bestaat voornamelijk uit heup-, wervelkolom- en knieoperaties, maar ook zeldzamere aandoeningen, zoals bij groeistoornissen, worden behandeld.

### Reumatologie
Het reumacentrum behandelt jaarlijks 10.000 reumapatiënten en is daarmee het grootste reumacentrum van Nederland. Het gaat daarbij om het bestrijden van reumatische ziekten, maar ook om het leren omgaan met de gevolgen van de ziekte in de woon-, leef- en werksituatie. De Sint Maartenskliniek heeft ook een praktijk voor de behandeling voor sclerodermie, in samenwerking met het Radboudumc in Nijmegen.

### Revalidatiegeneeskunde
In het revalidatiecentrum revalideren gemiddeld zo’n 4.000 kinderen en volwassenen na een ongeluk, hersen- of hartaandoening of een amputatie.
Bovenregionaal vervult het revalidatiecentrum een spilfunctie op het gebied van prothesiologie en behandeling van patiënten met een dwarslaesie of niet aangeboren hersenletsel.

## Samenwerking
De Sint Maartenskliniek werkt samen met andere instellingen in de regio, waaronder revalidatiecentrum RMC Groot Klimmendaal in Arnhem. Verder participeert de kliniek in de Euregio Rijn-Waal en is zij deelnemer aan een samenwerkingsproject met het Canisius-Wilhelmina Ziekenhuis en het Radboudumc in Nijmegen en het Rijnstateziekenhuis te Arnhem (CARS). Het ziekenhuis is lid van International Society of Orthopaedic Centres (ISOC) en werkt in dit verband samen met het Universitair Ziekenhuis Leuven.